# Île de la Cité

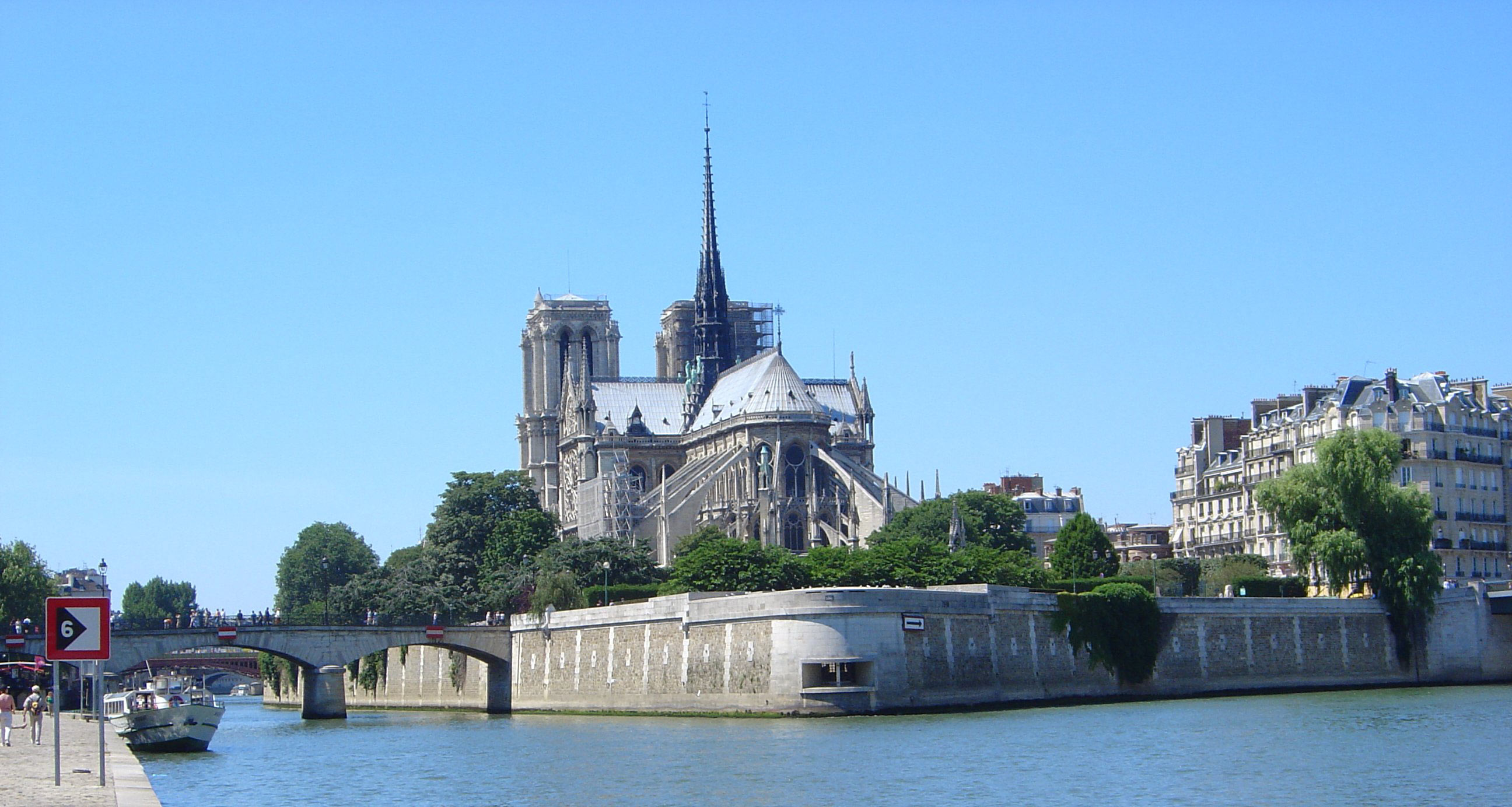
Île de la Cité nhìn từ phía thượng lưu

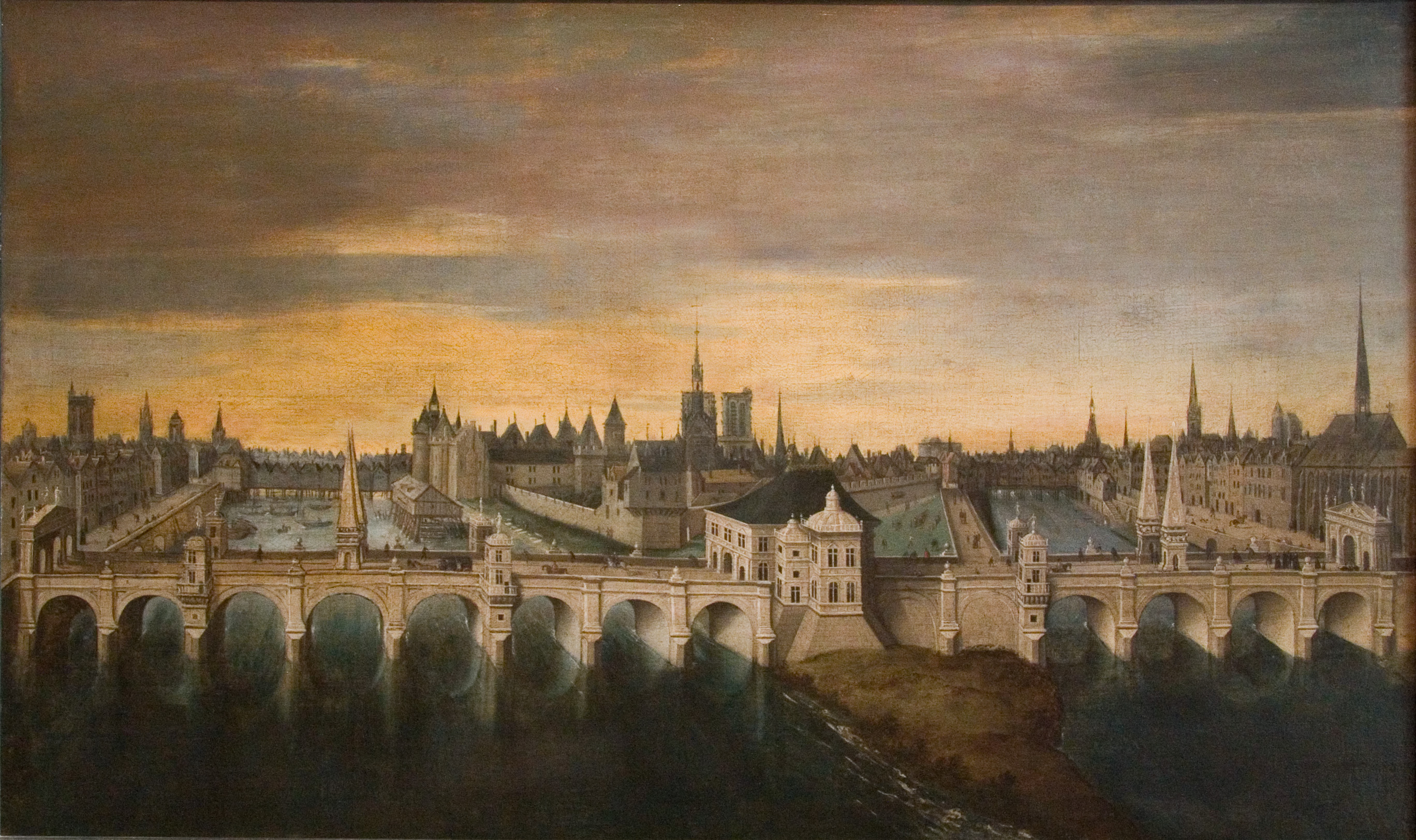
Pont Neuf và Île de la Cité, 1577

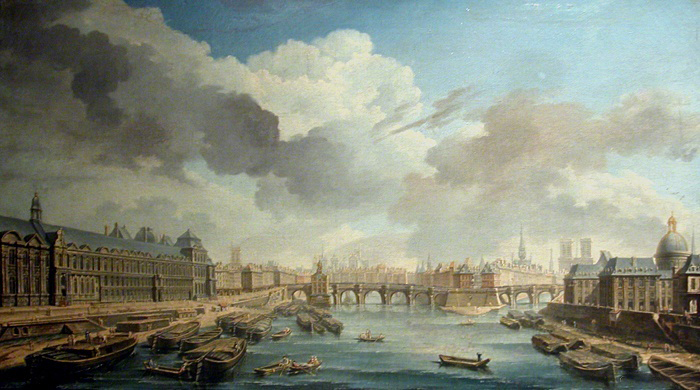
Louvre, Pont Neuf và Île de la Cité, 1756

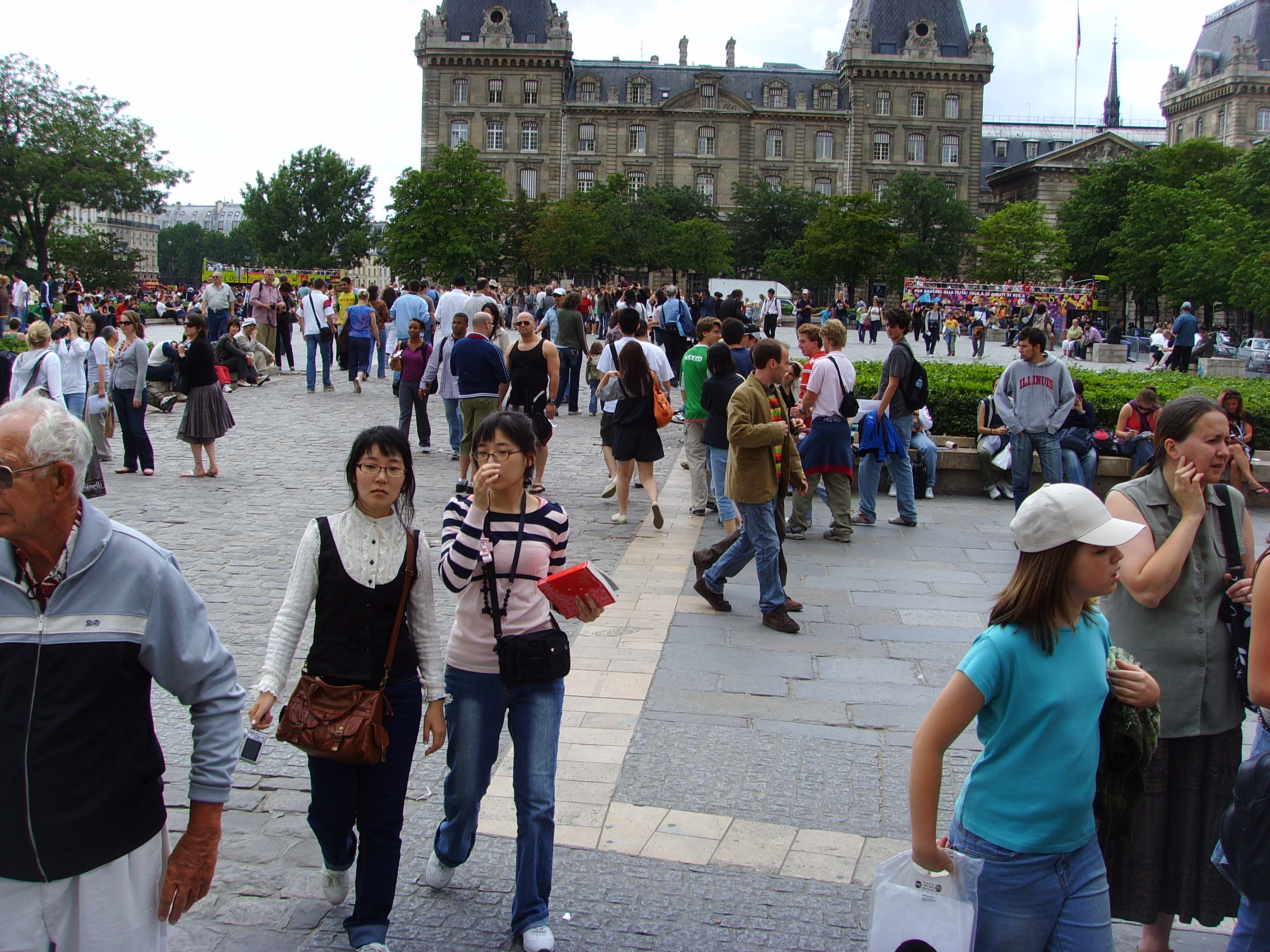
Sân trước Nhà thờ Đức Bà

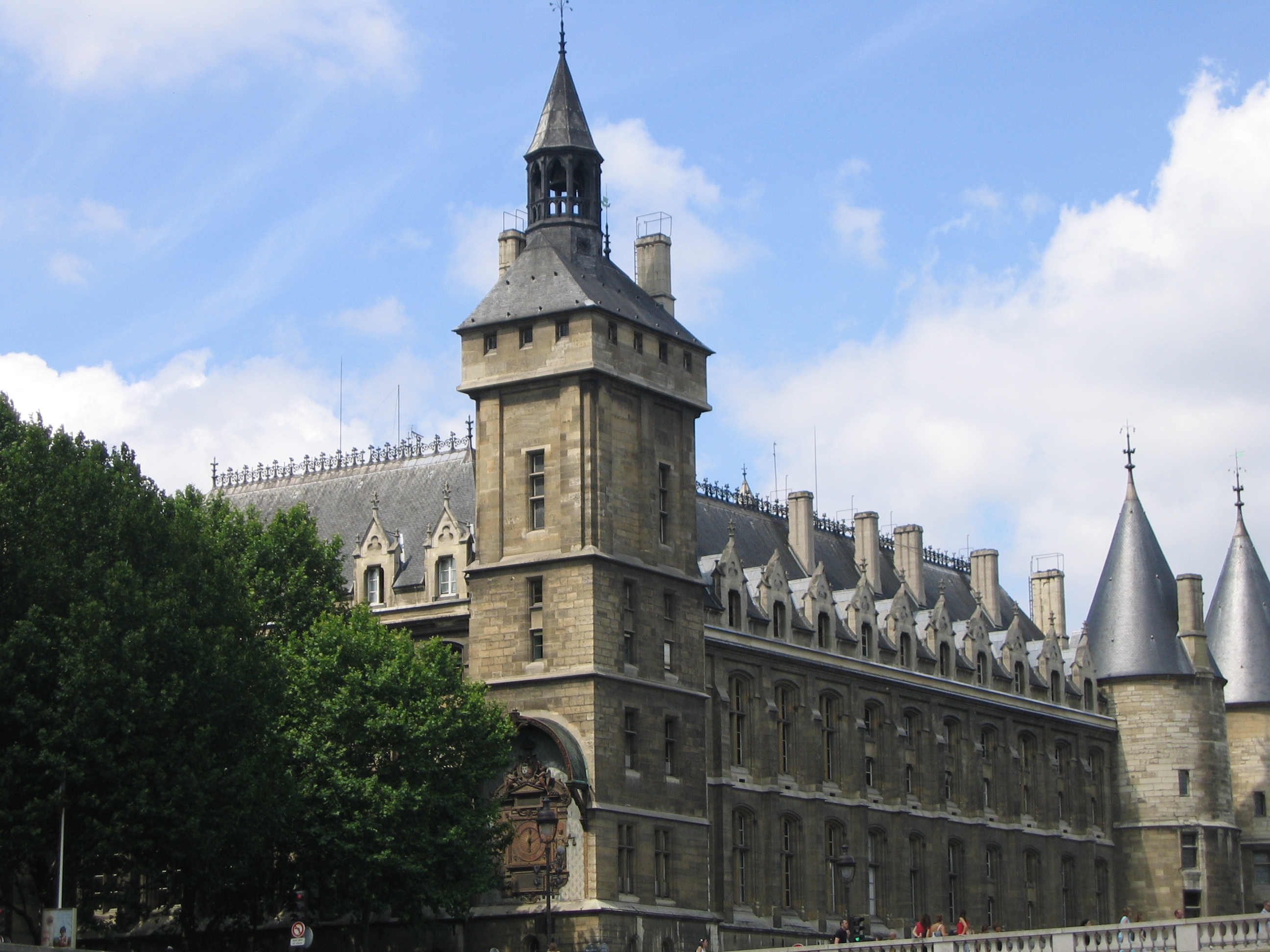
Conciergerie

Île de la Cité (phát âm tiếng Pháp: [il də la site]) là một hòn đảo trên sông Seine thuộc trung tâm của thành phố Paris. Với những công trình tôn giáo và hành chính, Île de la Cité là địa điểm quan trọng của thành phố và thu hút rất nhiều du khách. Trong tiếng Pháp, Île de la Cité có nghĩa là Đảo của thành phố.
| Métro Paris | Bến tàu điện ngầm: Cité |

## Đảo Île de la Cité
Île de la Cité có diện tích 29 hecta, dài 1200 mét và bề ngang rộng nhất là 300 mét. Điểm cực Tây của đảo là công viên nhỏ Vert-Galant, nơi cầu Pont Neuf ngang qua. Còn điểm cực đông là phía sau nhà thờ Đức Bà, công viên nhỏ Île-de-France. Ngoài một công viên nhỏ khác mang tên Jean XXIII nằm gần nhà thờ, đảo Île de la Cité còn có ba quảng trường: Pont-Neuf, Dauphine và Louis-Lépine. Nằm ở trung tâm Paris, phía đông của Île de la Cité còn có một đảo khác là Île Saint-Louis.
Với vị trí trung tâm lịch sử của Paris, trên đảo Île de la Cité tập trung nhiều công trình quan trọng bậc nhất của thành phố. Nhà thờ Đức Bà nằm ở phía đông của đảo được xây từ thế kỷ 12. Trên sân phía trước nhà thờ có điểm đánh dấu cây số 0 của nước Pháp. Conciergerie là cung điện hoàng gia từ thế kỷ 10 tới thế kỷ 14. Trong thời kỳ Cách mạng Pháp, nơi đây trở thành nhà tù giam giữ các nhân vật nổi tiếng như Maria Antonia của Áo, Antoine Lavoisier, Maximilien de Robespierre... Nhà thờ Sainte-Chapelle, một kiệt tác của kiến trúc Gothic, được xây dựng vào thế kỷ 13. Ngoài ra trên đảo còn có sự hiện diện của Sở cảnh sát Paris (Préfecture de police de Paris ), Tòa án tư pháp (Palais de justice), bệnh viện Hôtel-Dieu, Tòa án thương mại... Bờ phía bắc của đảo, gần quảng trường Louis-Lépine còn có một chợ hoa.

## Lịch sử
Île de la Cité được xem như cái nôi của Paris. Khoảng năm 200 TCN, khi những thành phố lớn phía phía Đông như Alexandria, Babylone đã có cả nghìn năm thì những ngư dân người Parisii thuộc bộ tộc Gaulois mới chỉ dựng lều trên các đảo của sông Seine. Là vùng đất màu mỡ phì nhiêu, nhiều thú rừng và cá, người Parisii nhanh chóng biến nơi đây từ một làng thành thành phố nhỏ. Cho tới năm 52 TCN, quân đội của Julius Caesar tới đánh chiếm vùng này và đổi tên thành Lutetia. Tuy vậy không biết rõ thành của người Gaulois trước đó có nằm trên Île de la Cité hay không.
Vào năm 506, khi Clovis I lấy Paris làm thủ đô của mình thì Île de la Cité là trung tâm của thành phố. Thời kỳ Trung Cổ, tại hòn đảo này mọc lên những công trình tôn giáo quan trọng: Sainte Chapelle do vua Saint Louis xây dựng, rồi tiếp đó tới nhà thờ Đức Bà. Giao thông giữa Île de la Cité và bờ khi ấy là các cây cầu bằng gỗ. Vào những năm sông Seine lụt, các cây cầu bị quấn đi và dân cư phải dùng thuyền để đi lại.
Tới thế kỷ 16, dưới thời Henri III, khu vực phía Tây của đảo được bố trí lại, chính là vị trí quảng trường Dauphine ngày nay. Đây cũng là địa điểm nhà tu dòng Đền Jacques de Molay bị thiêu vào ngày 19 tháng 3 năm 1314. Henri IV cho xây dựng ở đây một cung điện hoàng gia vào năm 1607. Vị trí của quảng trường Dauphine trở thành một trong những nơi náo nhiệt nhất thành phố. Đó cũng là điểm mà Pont Neuf, cây cầu bằng đá đầu tiên của thành phố, nối vào khi được bắc qua sông Seine.
Tới ngày này, mặc dù là trung tâm thành phố, Île de la Cité vẫn mang bộ mặt có từ thế kỷ 19 với các công trình cổ, những đường phố hẹp và quanh co.

## Giao thông

Bản đồ Île de la Cité

Để nối đảo Île de la Cité với phần còn lại của thành phố, tổng cộng có 9 cây cầu:
- Cầu Saint-Louis nối Île de la Cité với Île Saint-Louis
- Cầu Archevêché nối bờ trái với Île de la Cité
- Cầu Double nối bờ trái với Île de la Cité
- Cầu Arcole nối Île de la Cité với bờ phải
- Cầu Petit-Pont nối bờ trái với Île de la Cité
- Cầu Notre-Dame nối Île de la Cité với bờ phải
- Cầu Saint-Michel nối bờ trái với Île de la Cité
- Cầu Change nối Île de la Cité với bờ phải
- Cầu Pont Neuf nối hai bờ sông Seine, tiếp xúc với mũi phía tây của đảo

Trên đảo có một bến tàu điện ngầm, trạm Cité tuyến số 4. Đường hầm tuyến tàu điện ngầm này được xây dựng ngầm dưới lòng sông và trạm Cité ở dưới độ sâu 20 m, được mở cửa từ 10 tháng 12 năm 1910. Về giao thông đường bộ, trên đảo Île de la Cité có một đại lộ là Palais cùng 10 còn phố: Henri-Robert, Harlay, Lutèce, Cité, Arcole, Cloître-Notre-Dame, Chanoinesse, Colombe, Ursins, Chantres.